# Claoxylon
Claoxylon, biljni rod iz porodice mlječikovki raširen po suptropskoj i tropskoj Aziji, Australiji i Madagaskaru.
Posljednja otkrivena vrsta (2019) je C. ambrense, opisao ju je Gordon McPherson.

## Vrste
1. Claoxylon abbreviatum J.J.Sm. ex Koord. & Valeton
2. Claoxylon affine Zoll. & Moritzi
3. Claoxylon albicans (Blanco) Merr.
4. Claoxylon albiflorum Pax & K.Hoffm.
5. Claoxylon ambrense sp. nov.
6. Claoxylon angustifolium Müll.Arg.
7. Claoxylon anomalum Hook.f.
8. Claoxylon arboreum Elmer
9. Claoxylon attenuatum Airy Shaw
10. Claoxylon australe Baill.
11. Claoxylon bicarpellatum K.Schum. & Lauterb.
12. Claoxylon biciliatum Guillaumin
13. Claoxylon brachyandrum Pax & K.Hoffm.
14. Claoxylon capillipes Airy Shaw
15. Claoxylon carinatum Airy Shaw
16. Claoxylon carolinianum Pax & K.Hoffm.
17. Claoxylon carrii Airy Shaw
18. Claoxylon centenarium Koidz.
19. Claoxylon colfsii Airy Shaw
20. Claoxylon collenettei L.Riley
21. Claoxylon coriaceolanatum Airy Shaw
22. Claoxylon crassipes Pax & K.Hoffm.
23. Claoxylon crassivenium Pax & K.Hoffm.
24. Claoxylon cuneatum J.J.Sm.
25. Claoxylon decaryanum Leandri
26. Claoxylon dolichostachyum Cordem.
27. Claoxylon echinospermum Müll.Arg.
28. Claoxylon ellipticum Merr.
29. Claoxylon erythrophyllum Miq.
30. Claoxylon euphorbioides (Elmer) Merr.
31. Claoxylon extenuatum Airy Shaw
32. Claoxylon fallax Müll.Arg.
33. Claoxylon flavum Scott Elliot
34. Claoxylon fulvescens Airy Shaw
35. Claoxylon gillisonii Airy Shaw
36. Claoxylon glabrifolium Miq.
37. Claoxylon glandulosum Boivin ex Baill.
38. Claoxylon goodenoviense Airy Shaw
39. Claoxylon grandifolium (Poir.) Müll.Arg.
40. Claoxylon gymnadenum Airy Shaw
41. Claoxylon hainanense Pax & K.Hoffm.
42. Claoxylon hillii Benth.
43. Claoxylon hirsutellum Airy Shaw
44. Claoxylon hosei (Merr.) Airy Shaw
45. Claoxylon humbertii Leandri
46. Claoxylon indicum (Reinw. ex Blume) Hassk.
47. Claoxylon insigne Airy Shaw
48. Claoxylon insulanum Müll.Arg.
49. Claoxylon kaievskii Airy Shaw
50. Claoxylon khasianum Hook.f.
51. Claoxylon kinabaluense Airy Shaw
52. Claoxylon kingii Hook.f. ex Ridl.
53. Claoxylon lambiricum Airy Shaw
54. Claoxylon ledermannii Airy Shaw
55. Claoxylon linostachys Baill.
56. Claoxylon longifolium (Blume) Endl. ex Hassk.
57. Claoxylon longipetiolatum Kurz
58. Claoxylon longiracemosum Hosok.
59. Claoxylon lutescens Pax & K.Hoffm.
60. Claoxylon macranthum Müll.Arg.
61. Claoxylon mananarense Leandri
62. Claoxylon marianum Müll.Arg.
63. Claoxylon medullosum Baill.
64. Claoxylon microcarpum Airy Shaw
65. Claoxylon monoicum Baill.
66. Claoxylon muscisilvae Airy Shaw
67. Claoxylon neoebudicum (Guillaumin) Airy Shaw
68. Claoxylon nervosum Pax & K.Hoffm.
69. Claoxylon nigtanig Airy Shaw
70. Claoxylon nubicola Airy Shaw
71. Claoxylon oblanceolatum (Merr.) Pax & K.Hoffm.
72. Claoxylon oliganthum Airy Shaw
73. Claoxylon ooumuense Fosberg & Sachet
74. Claoxylon papuae Airy Shaw
75. Claoxylon parviflorum A.Juss.
76. Claoxylon paucinerve Airy Shaw
77. Claoxylon perrieri Leandri
78. Claoxylon physocarpum Airy Shaw
79. Claoxylon platyphyllum Airy Shaw
80. Claoxylon porphyrostemon Airy Shaw
81. Claoxylon praetermissum Airy Shaw
82. Claoxylon pseudoinsulanum Pax & K.Hoffm.
83. Claoxylon psilogyne Airy Shaw
84. Claoxylon pubescens Quisumb.
85. Claoxylon purpureum Merr.
86. Claoxylon putii Airy Shaw
87. Claoxylon racemiflorum Baill.
88. Claoxylon raymondianum Leandri
89. Claoxylon rostratum Airy Shaw
90. Claoxylon rubescens Miq.
91. Claoxylon rubrivenium Pax & K.Hoffm.
92. Claoxylon salicinum Airy Shaw
93. Claoxylon salomonense Airy Shaw
94. Claoxylon samoense Pax & K.Hoffm.
95. Claoxylon sanctae-crucis Airy Shaw
96. Claoxylon sandwicense Müll.Arg.
97. Claoxylon sarasinorum Pax & K.Hoffm.
98. Claoxylon scabratum (Pax & K.Hoffm.) Airy Shaw
99. Claoxylon setosum Coode
100. Claoxylon spathulatum Pax & K.Hoffm.
101. Claoxylon stapfianum Airy Shaw
102. Claoxylon subbullatum Airy Shaw
103. Claoxylon subsessiliflorum Croizat
104. Claoxylon subviride Elmer
105. Claoxylon taitense Müll.Arg.
106. Claoxylon tenerifolium (F.Muell. ex Baill.) F.Muell.
107. Claoxylon tenuiflorum Airy Shaw
108. Claoxylon tetracoccum Airy Shaw
109. Claoxylon tsaratananae Leandri
110. Claoxylon velutinum J.J.Sm.
111. Claoxylon vitiense Gillespie
112. Claoxylon wallichianum Müll.Arg.
113. Claoxylon warburgianum Pax & K.Hoffm.
114. Claoxylon winkleri Pax & K.Hoffm.